# Ду-Коїн (Іллінойс)
Ду-Коїн (англ. Du Quoin) — місто (англ. city) в США, в окрузі Перрі штату Іллінойс. Населення — 5827 осіб (2020).

## Географія
Ду-Коїн розташований за координатами 38°0′6″ пн. ш. 89°13′58″ зх. д. / 38.00167° пн. ш. 89.23278° зх. д. (38.001719, -89.232840).  За даними Бюро перепису населення США в 2010 році місто мало площу 18,29 км², з яких 18,08 км² — суходіл та 0,21 км² — водойми.

## Демографія
Згідно з переписом 2010 року, у місті мешкало 6109 осіб у 2595 домогосподарствах у складі 1600 родин. Густота населення становила 334 особи/км².  Було 2942 помешкання (161/км²).
Расовий склад населення:
| - 90,3 % — білих - 5,9 % — чорних або афроамериканців - 0,6 % — азіатів - 0,2 % — корінних американців - 0,1 % — вихідців з тихоокеанських островів |

До двох чи більше рас належало 2,6 %. Частка іспаномовних становила 1,8 % від усіх жителів.
За віковим діапазоном населення розподілялося таким чином: 24,5 % — особи молодші 18 років, 57,5 % — особи у віці 18—64 років, 18,0 % — особи у віці 65 років та старші. Медіана віку мешканця становила 38,8 року. На 100 осіб жіночої статі у місті припадало 90,1 чоловіків;  на 100 жінок у віці від 18 років та старших — 84,7 чоловіків також старших 18 років.
Середній дохід на одне домашнє господарство  становив 44 268 доларів США (медіана — 29 708), а середній дохід на одну сім'ю — 59 925 доларів (медіана — 50 362). Медіана доходів становила 43 466 доларів для чоловіків та 36 185 доларів для жінок. За межею бідності перебувало 27,9 % осіб, у тому числі 48,2 % дітей у віці до 18 років та 10,0 % осіб у віці 65 років та старших.
Цивільне працевлаштоване населення становило 2256 осіб. Основні галузі зайнятості: освіта, охорона здоров'я та соціальна допомога — 31,1 %, роздрібна торгівля — 14,8 %, виробництво — 13,4 %.